# Phê bình
Phê bình hay chỉ trích là việc đánh giá khả năng và lỗi lầm của một cái gì đó hoặc ai đó. 

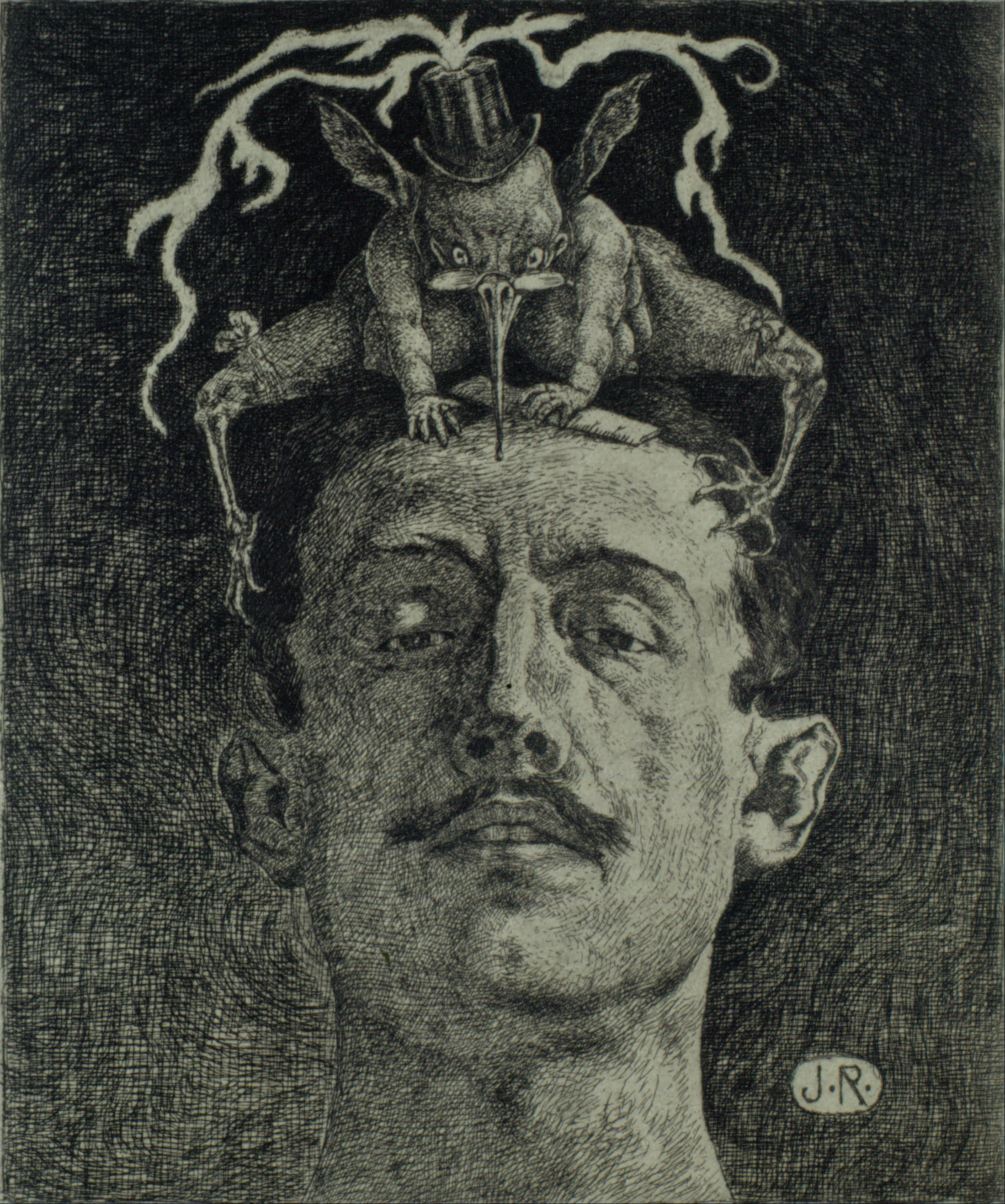
Crítica, tranh khắc của Julio Ruelas, ca. 1907

Phê bình là một bài tập đánh giá hoặc sửa chữa có thể xảy ra trong bất kỳ lĩnh vực nào của cuộc sống con người. Phê bình do đó có thể có nhiều hình thức khác nhau (xem bên dưới). Làm thế nào mọi người thực hiện phê bình hay chỉ trích, có thể có rất nhiều cách. Trong các lĩnh vực cụ thể của nỗ lực của con người, hình thức phê bình có thể được chuyên môn hóa và kỹ thuật cao; nó thường đòi hỏi kiến thức chuyên môn để đánh giá cao những lời chỉ trích. Để biết thông tin cụ thể theo chủ đề, xem trang Các loại phê bình.
Để chỉ trích không nhất thiết có nghĩa là "tìm lỗi", nhưng từ này thường được hiểu là biểu hiện đơn giản của một đối tượng chống lại định kiến, bất kể tích cực hay tiêu cực. Thường thì những lời chỉ trích liên quan đến sự bất đồng chủ động, nhưng nó chỉ có thể có nghĩa là "đứng về phía". Phê bình mang tính xây dựng thường sẽ liên quan đến việc khám phá các khía cạnh khác nhau của một vấn đề.
Phê bình thường được trình bày là một cái gì đó khó chịu, nhưng có những lời chỉ trích thân thiện, được thảo luận một cách thân thiện, và một số người tìm thấy niềm vui lớn trong những lời chỉ trích ("giữ cho mọi người sắc nét", "cung cấp các khía cạnh quan trọng"). Giải thưởng Pulitzer dành cho phê bình đã được trao từ năm 1970 cho một nhà văn viết báo đã chứng minh khả năng 'phê bình nổi bật'.
Khi những lời chỉ trích liên quan đến một cuộc đối thoại của một số loại, trực tiếp hoặc gián tiếp, đó là một hoạt động xã hội nội tại.
Phê bình cũng là nghiên cứu, đánh giá và giải thích văn học, tác phẩm nghệ thuật, phim ảnh và xu hướng xã hội (xem các liên kết bài viết dưới đây). Mục tiêu là để hiểu ý nghĩa có thể có của các hiện tượng văn hóa, và bối cảnh mà chúng hình thành. Khi làm như vậy, người ta thường đánh giá các sản phẩm văn hóa liên quan đến các sản phẩm văn hóa khác như thế nào và vị trí của chúng trong một thể loại cụ thể, hoặc một truyền thống văn hóa cụ thể.